# Immetalia leucotaenia
Immetalia leucotaenia är en fjärilsart som beskrevs av Jordan 1912. Immetalia leucotaenia ingår i släktet Immetalia och familjen nattflyn. Inga underarter finns listade i Catalogue of Life.